# Lucas López Dessypris
Lucas López Dessypris, (Buenos Aires, Argentina; 3 de enero de 1994) es un futbolista argentino y su posición es de Defensor.Actualmente se encuentra en Deportivo Maipú de Mendoza equipo que milita en la primera B Nacional.

## Trayectoria
Se inició en las inferiores de Club Atlético Platense, en Argentina, donde realizó su debut. En julio de 2013, llega a probarse al Club Social de Deportes Rangers, en donde cumple el gusto del entrenador Dalcio Giovagnoli, principalmente por su altura, para ser incorporado en el plantel. En un principio llegaría para jugar en inferiores, pero es integrado al primer equipo para alternar. Realizó su debut ante Unión San Felipe por Copa Chile y en la Primera División lo hizo en la primera fecha del Torneo de Apertura 2013-14 frente a la Universidad de Chile en Santiago, ingresando en el minuto 88' por Pablo Vegetti. Aquel partido terminó en triunfo del club de López por 1-0.

## Clubes
| Club                 | País      | Año         |
| -------------------- | --------- | ----------- |
| Platense             | Argentina | 2012 - 2013 |
| Rangers              | Chile     | 2013 - 2014 |
| Magallanes           | Chile     | 2014 - 2015 |
| Sportivo Las Parejas | Argentina | 2016        |

- Datos: Q15146783